# ブリジット・ジロー
ブリジット・ジロー（Brigitte Giraud、1960年 - ）は、フランスの作家である。
小説や短編小説の著者。現在リヨン在住。

## 略歴
フランス領アルジェリアのシディ・ベル・アッベスで誕生した。
ドイツ語と英語を学んだ後、書店員、ジャーナリスト、文芸評論家を経て、1990年代後半に執筆を開始した。
1997年『La Chambre des parents』 で学生賞。2001年『À présent』 でウエプラー賞。2007年『L’amour est très surestimate』  でゴンクール・ド・ラ・ヌーヴェル賞。2009年『Une année étrangère』 ジャン・ジオノ賞。2022年、『Vivre vite〈生き急いで〉』でゴンクール賞を受賞した。

## 『Vivre vite』
この小説はブリジット・ジローの実体験であり、1999年に起こった夫クラウドのオートバイによる事故死に関する事情を列挙したものである。23章のうち21章で「もしも」という仮説が羅列されており、その「もしも」を一つ一つ説明していく形式で成り立っている。一方、23章のうち2章だけが「なぜ」という疑問詞になっている。この2章はブリジットのホンダCBR900のファイアブレードについての語りであり、様々なことを解明するためにこのオートバイとエンジニア馬場忠夫についての調査を述べている。また小説では23年前がどんな時代だったかも説明している。現在とどれほど違っていたか、インターネットや携帯電話が普及していなかったことがどういうことか？デジタル社会に完全に移行する前の、すべてが超スピードで動き始めた時代背景を描いている。 
小説はこの家の購入の23年後（2022年）地区開発のため売却立退きを余儀なくされ、ブリジットが近々壊されることになっている家を去るところから始まる。生前クラウドと計画していたように家を二人の夢の空間にするために改装し続けた。クラウドと生きる夢を追い続けた23年だった。この家を離れることになって彼女の想いをすべて列挙し、彼の死を一区切りさせようとしている。ブリジットはこの小説をクラウドへの「愛の告白」だとも述べている。 
ブリジットとクラウドが旧建築の小さなアパートで一緒に暮らすようになり、その後息子が生まれ、もっと広い一軒家が欲しいという話になる。ブリジットは家探しのエキスパートになり物件探しに没頭する。ある日、希望より大きい庭付き一軒家を訪問したが条件が合わず帰ろうした時、庭の奥の小さな離れの一軒家を見つけ一目惚れする。紆余曲折の末この物件を買取ることに成功する。しかしこの家がクラウドの事故と深く因果関係をもつことになる。

## エピソード
2022年11月3日、フランスで最も権威のある文学賞・ゴンクール賞に『Vivre vite』が選ばれた。2016年のレイラ・スリマニの受賞から6年ぶりの女性作家の受賞であり、今年で120年を迎えるゴンクール賞の中では、13人目の女流作家の受賞となった。2022年の最終選考は意見が真っ二つにわかれた。最有力候補ジュリアーノ・ダ・エンポーリの『Le Mage du Kremlin（クレムリンの魔術師: 仮題）』とブリジット・ジローの『Vivre vite』が最終選考に残った。この二つから受賞作品を選ぶために13回の投票が行われたが、決まらず、ゴンクール賞の規則により、選考委員長Didier Decoinに2票目の投票権が与えられ、14回目の投票で、ブリジット・ジローの作品が選ばれた。ジローの受賞を決定づける投票をしたDidier Decoin委員長も1977年、当時の選考委員長エルベ・バザンの決選投票のおかげで受賞している。

## 作品
- La Chambre des parents, Fayard, 1997
- À présent, Stock, 2001
- L’amour est très surestimate, Stock, 2007
- Une année étrangère, Stock, 2009
- Pas d’inquiétude, Stock, 2011[12]
- Avoir un corps, Stock, 2013
- Nous serons des héros, Stock, 2015
- Un loup pour l’homme, Flammarion, 2017[13]
- Jour de courage, Flammarion, 2019, 160 pages[14]
- Porté disparu , l’Ecole des loisirs, 2022, 168 pages
- Vivre vite, Flammarion, 2022, 208 pages
  - 『生き急ぐ』 加藤かおり訳、早川書房、2024年11月